# مشال
مشال إحدى قرى مركز بسيون التابع لمحافظة الغربية بجمهورية مصر العربية.

## التاريخ
قرية مشال من القرى القديمة، حيث وردت باسم «مشال» في أعمال الغربية ضمن قرى الروك الصلاحي التي أحصاها ابن مماتي في كتاب قوانين الدواوين، كما وردت باسم «مشال» في أعمال الغربية ضمن قرى الروك الناصري التي أحصاها ابن الجيعان في كتاب «التحفة السنية بأسماء البلاد المصرية».
وردت باسم «مشال» في التربيع العثماني الذي أجراه الوالي العثماني سليمان باشا الخادم في عصر السلطان العثماني سليمان القانوني ضمن قرى ولاية الغربية، وفي تاريخ 1228هـ/1813م الذي عدّ قرى مصر بعد المسح الذي قام به محمد علي باشا باسم «مشال» ضمن قرى مديرية الغربية.
ذكرت القرية من توابع مركز كفر الشيخ في تعداد 1882، ثم ذكرت من توابع مركز كفر الزيات ثم نقلت إلى مركز قطور عند إنشائه في 1948 وعادت إلى مركز كفر الزيات في 26 أبريل 1949، ذكرت من توابع مركز بسيون في تعداد 1960.

## السكان
بلغ عدد سكان مشال 6094 نسمة حسب تقدير عام 2018.
| السنة  | 1882 | 1897 | 1907 | 1927 | 1947 | 1960 | 1976 | 1986 | 1996 | 2006  | 2018 |
| ------ | ---- | ---- | ---- | ---- | ---- | ---- | ---- | ---- | ---- | ----- | ---- |
| القرية | 1881 | 2529 | 2441 | 1928 | 3219 | 2182 | 2827 | 2559 | 4138 | 4,807 | 6094 |

## الأعلام
- زغلول النجار (1933 - ) عالم جيولوجيا وداعية إسلامي.[16]
- أحمد الجندي (1 مارس 2000 - ) لاعب خماسي حديث، فاز بفضية الألعاب الأولمبية الصيفية 2020 وبذهبية الألعاب الأولمبية الصيفية 2024 محطمًا للأرقام القياسية الأولمبية والعالمية برصيد 1555 نقطة.[17][18][19]